# 点叶冬青
点叶冬青（学名：Ilex punctatilimba）是冬青科冬青属的植物，是中国的特有植物。分布在中国大陆的云南等地，生长于海拔2,500米至3,000米的地区，常生于山坡常绿阔叶林中以及路旁，目前已由人工引种栽培。